# Souls for Sale
Souls for Sale és una pel·lícula muda de la Goldwyn Pictures escrita i dirigida per Rupert Hughes i protagonitzada per Eleanor Boardman, en la seva primera actuació com a protagonista principal, i Lew Cody. La pel·lícula destaca per la seva visió de la indústria del cinema i és rodada en una època (1923) en que la indústria estrena fins a cinc pel·lícules més amb aquest tema: "Night Life in Hollywood" (1922) "Hollywood" (1923), "The Extra Girl" (1923), "Mary of the Movies" (1923) i "Merton of the Movies" (1924). Entre els cameos que hi apareixen destaquen els dels directors King Vidor, Fred Niblo, Charlie Chaplin (dirigint "A Woman of Paris"), Erich von Stroheim (dirigint "Greed") o Marshall Neilan (dirigint "The Eternal Three") així com molts altres actors o productors. Es va estrenar el 27 de març de 1923.

## Argument
"Mem" Steddon es casa amb Owen Scudder després d'un festeig apassionat però a la nit de noces ella canvia d'opinió. Quan el tren que els porta a Los Angeles s'atura a buscar aigua i impulsivament baixa en secret al bell mig del desert. Quan Scudder s'adona però que ella ha fugit no fa aturar el tren.
Mem camina a la recerca d'un lloc habitat i fortament deshidratada veu quelcom inusual: una àrab sobre un camell. Ha ensopegat amb el rodatge d'una pel·lícula i l'àrab resulta ser l'actor Tom Holby. Quan es recupera, se li adjudica un paper com a extra ja que tant Holby com el director Frank Claymore se senten atrets per ella. Tot i això, quan acaba el rodatge, no segueix la companyia de tornada a Hollywood, sinó que obté una feina en una fonda del desert.
Mentrestant, Scudder és reconegut i arrestat a l'estació de tren. Resulta que és un assassí a sang freda que es casa amb dones, els fa una assegurança de vida i després les mata per cobrar-la. Scudder aconsegueix escapar i persuadeix a la crèdula Abigail Tweedy que l'alliberi de les manilles. Abigail es converteix en la seva següent víctima tot i que afortunadament per a ella, només li roba els estalvis. Scudder abandona el país i escull com a següent víctima l'anglesa Lady Jane però per a confusió seva resulta ser el mateix tipus de criminal que ell; ella i el seu pare "Lord Fryingham" el roben, però no el maten.
Quan la fonda tanca per fi de temporada, Mem viatja a Hollywood a la recerca de feina. La seva amiga del rodatge del desert, l'actriu Leva Lemaire, persuadeix Claymore perquè li faci una prova per a un paper per a la seva propera pel·lícula, que serà còmica. Tot i que la prova resulta un fracàs, Claymore decideix igualment contractar-la. Ella demostra tenir talent i cada vegada aconsegueix interpretar millor els seus papers i aquests són més interessants.
Just quan Mem comença a ser famosa i Holby i Claymore s'han convertit en rivals per l'amor de Mem, Scudder torna i es cola al seu dormitori. Scudder se sent gelós i Mem, sabent el passat del seu marit i té por d'un escàndol que posi punt final a la seva carrera. Per això li ofereix diners per deixar-la sola, però vol recomençar la seva relació. Scudder només marxa quan amenaça de suïcidar-se. Claymore apareix, però quan Scudder escolta que el director li proposa matrimoni, intenta disparar-li. Claymore aconsegueix fer-se amb l'arma però el deixa escapar a instàncies de Mem.
L'estrella Robina Teele queda greument ferida per la caiguda d'un focus i Claymore decideix que Mem ocupi el seu lloc. El rodatge continua en un plató que simula una carpa de. En el clímax, un llamp encén la carpa al mig del rodatge. Claymore ordena als seus càmeres de que continuïn filmant. Scudder, que s'ha colat entre els extres, aprofita el pànic i la confusió per intentar matar un desprevingut Claymore amb l'hèlix d'una màquina de vent. Holby descobreix Scudder i lluita amb ell. Mem és a punt de topar amb la trajectòria de la màquina i Scudder en l'intent de salvar-la mor no sense abans haver-se disculpat i li confessa no que estaven legalment casats. Al final Mem tria Claymore per sobre de Holby.

## Repartiment
- Eleanor Boardman (Remember "Mem" Steddon)
- Lew Cody (Owen Scudder)
- Richard Dix (Frank Claymore)
- Mae Busch (Robina Teele)
- Frank Mayo (Tom Holby)
- Barbara La Marr (Leva Lamaire)
- Arthur Hoyt (Jimmy Leland)
- David Imboden (Caxton)
- Roy Atwell (Arthur Tirrey)
- Forrest Robinson (reverend John Steddon, pare de Mem)
- Edith Yorke (Mrs. Steddon, mare de Mem)
- William Orlamond (Lord Fryingham)
- Aileen Pringle (Lady Jane)
- Snitz Edwards (Komical Kale, el clown)
- William Haines (Pinkey, ajudant de direcció)
- Dale Fuller (Abigail Tweedy)
- Eve Southern (Miss Velma Slade)

Apart, moltes estrelles van participar fent cameos per a la pel·lícula entre altres hi havia:
- Hugo Ballin
- Hobart Bosworth
- Barbara Bedford
- Chester Conklin
- William H. Crane
- Kenneth C. Beaton
- Elliott Dexter
- Claude Gillingwater
- Raymond Griffith
- Alice Lake
- Bessie Love
- June Mathis
- Fred Niblo
- ZaSu Pitts
- Anna Q. Nilsson
- John St. Polis
- Patsy Ruth Miller
- Milton Sills
- Blanche Sweet
- Florence Vidor
- Kathlyn Williams
- Johnny Walker
- Claire Windsor
- Anita Stewart